# Djamel Belalem
Djamel Belalem (sinh ngày 12 tháng 8 năm 1993) là một cầu thủ bóng đá người Algérie thi đấu cho ASM Oran ở vị trí tiền vệ.